# Barrio El Carmen (Cabimas)
El Carmen es uno de los sectores que forman la ciudad de Cabimas en el estado Zulia (Venezuela). Pertenece a la parroquia Jorge Hernández.

## Ubicación
Se encuentra entre los sectores Los Médanos al norte (carretera K), Democracia al este (Av 32), Libertador al sur (calle San Mateo) y Santa Cruz al oeste (calle Oriental).

## Zona Residencial
El Carmen está atravesado por calles estrechas y entrecruzadas, la av 31 finaliza en él por lo que no lo atraviesa. La av 31 finaliza en el local de Gamusa K en la carretera K.

## Transporte
Las líneas El Lucero, Nueva Cabimas y 32 pasan por el sector por la calle Oriental, la carretera K y la Av 32.

## Sitios de Referencia
- Gamusa K. Carretera K. Frente a Av 31,Bodega la Campiña,Iglesia el carmen.